# 1865
1865 (số La Mã: MDCCCLXV) là một năm thường bắt đầu vào Chủ Nhật trong lịch Gregory.

## Mất
- 1 tháng 2 – Nguyễn Phúc Miên Áo, tước phong Phú Bình Quận vương, hoàng tử con vua Minh Mạng (s. 1817).
- 19 tháng 2 – Nguyễn Phúc Hồng Kháng, tước phong Phong Lộc Quận công, hoàng tử con vua Thiệu Trị (s. 1837).
- 20 tháng 3 – Nguyễn Phúc Phúc Tường, phong hiệu Nghi Xuân Công chúa, công chúa con vua Minh Mạng (s. 1841).
- 13 tháng 4 – Achille Valenciennes, nhà động vật học người Pháp (s. 1794).
- 15 tháng 4 – Abraham Lincoln, tổng thống thứ 16 của Hoa Kỳ (s. 1809).
- 28 tháng 4 – Nguyễn Phúc Khuê Gia, phong hiệu An Phú Công chúa, công chúa con vua Minh Mạng (s. 1813).
- 25 tháng 5 – Nguyễn Phúc Miên Miêu, tước phong Trấn Định Quận công, hoàng tử con vua Minh Mạng (s. 1832).
- 23 tháng 7 – Nguyễn Phúc Miên Sủng, tước phong Tuy Biên Quận công, hoàng tử con vua Minh Mạng (s. 1831).
- Không rõ – Trương Đăng Quế, đại thần 4 triều Gia Long, Minh Mạng, Thiệu Trị và Tự Đức, đồng thời là thi sĩ (s. 1793).